# Freusburger Mühle (Kirchen)
Freusburger Mühle ist eine Siedlung im Stadtbezirk Freusburg der Stadt Kirchen (Sieg) (Verbandsgemeinde Kirchen, Landkreis Altenkirchen) im Norden von Rheinland-Pfalz. Der Ort mit seinen etwa 200 Einwohnern liegt im Tal der Sieg am linken (südlichen) Ufer des Flusses. Nördlich der Ortslage am rechten Ufer der Sieg verläuft die Bundesstraße 62 und südlich die Siegstrecke, die Eisenbahnlinie „Köln-Siegen“ mit Bahnstationen in Kirchen und „Freusburg Siedlung“. 
Die Geschichte der Ortschaft ist eng verbunden mit der der Freusburger Mühle, einer ehemaligen Bann- und Getreidemühle, die erstmals in einer Schenkungsurkunde vom 14. November 1437 erwähnt wurde und der um sie herum entstandenen Ansiedlung den Namen gab. Das Mühlengebäude ist heute ein Baudenkmal und dient nach der Einstellung des Mühlbetriebs 1978 als Laufkraftwerk der Stromerzeugung und beherbergt (wie auch ihre Nebengebäude) mittlerweile einige kleinere Gewerbebetriebe.